# Сиба-ину
Си́ба-и́ну, или сиба-кэн (яп. 柴犬), — порода охотничьих собак, выведенная на японском острове Хонсю, самая мелкая из шести пород исконно японского происхождения. В 1936 году объявлена национальным достоянием Японии, где основное поголовье этих собак находится в деревнях.
Сиба относится к древним породам. Её предками были собаки, которых использовали для охоты на пернатую дичь в зарослях с густым подлеском, а также медведя, оленя и кабана. Скрещивая их между собой, селекционеры концентрировали и закрепляли желаемые охотничьи качества.

## Название
В соответствии с киридзи название породы русскими буквами пишется как «сибаину» или «сибакэн» — в японском языке иероглиф 犬 может читаться «ину» или «кэн», подобно как в русском можно сказать «собака» или «пёс». Сиба-ину, или малая японская собака, на родине имеет название сиба-кэн, или японский карлик.
Существует несколько гипотез относительно происхождения её названия. По одной из них, слово «сиба» может быть производным от «сибафу», что означает «пучок травы», так как цвет шерсти напоминает цвет пожелтевшей травы; по другой, происходит от старого местного значения слова «маленький».
Название породы также можно перевести как «собака из полного кустарником леса», что отражает назначение породы. Сиба стала исключением среди других национальных японских пород, названия которых были связаны с географией и давались в честь районов их наибольшего распространения.

## История породы
Проведённые генетические исследования подтверждают, что сиба-ину является одной из древнейших азиатских пород, и собаки, подобные ей, встречались на территории современной Японии более трёх тысячелетий назад, а найденные археологами керамические фигурки служат доказательством тому, что в III веке до нашей эры в Японию прибыли корейские переселенцы, которые завезли собак с остроконечными ушами и хвостом кольцом. Современный облик сиба-ину стал результатом скрещивания аборигенных собак с вновь прибывшими.
В 1862 году, после открытия Страны восходящего солнца для иностранцев, началась метизация коренных японских пород с иностранными, коих было немало завезено в период с 1868 по 1912 годы, в частности, собак западных пород, включая английских сеттеров и пойнтеров. Вязка с привозными породами к 1926 году поставила сибу, равно как и другие исконные породы Японии, на грань исчезновения.
В 1928 году при поддержке японского правительства было основано общество по сохранению аборигенных японских пород — Nippo  (яп. 日本犬保存会 нихонкэн ходзонкай), а Министерство образования причислило местных собак к памятникам природы.
Благодаря кропотливой работе по отбору чистокровных собак японского происхождения было создано временное поголовье с использованием разнотипных собак из провинций Микава и Сансю, все они различались по размерам, окрасу и особенностям телосложения. Среди них была отобрана группа небольших особей, получивших название сиба-ину.
Племенные собаки относились к трём основным типам и имели малые стоячие уши, глубоко посаженные глаза треугольной формы и хвост, круто завёрнутый на спину:
- синсю-сиба (яп. 信州柴犬) из префектуры Нагано чаще имели рыжий окрас, мягкий подшёрсток и грубую игольчатую ость;
- мино-сиба (яп. 美濃市柴犬) из префектуры Гифу имели тёмно-красный окрас;
- санъин-сиба (яп. 山陰地方柴犬) с северо-запада Японии — пятнистая собака чёрно-белого окраса, более крупная, чем сиба[3][6].

Проделанная работа позволила уже в 1934 году утвердить стандарт породы, а спустя два года сиба-ину была объявлена национальным достоянием, что сыграло важную роль в её дальнейшем развитии. В том же году, наряду с акита-ину, каи и позже исчезнувшей коси-но, сиба-ину была признана породой.
Вторая мировая война поставила под угрозу существование сиба-ину, почти сведя на нет усилия японских кинологов-энтузиастов, и лишь в 1948 году при поддержке «Ниппо» для восстановления были собраны сохранившиеся собаки разных линий, что дало возможность спасти породу от исчезновения.
На родине разведением сиба-ину занимаются три основные организации — «Ниппо»; Японский клуб собаководства, основанный в 1949 году; и «Сибахо» (1959). Ими ведутся собственные племенные книги и выдаются родословные разных образцов. Принятые стандарты первых двух признают рыжий, чёрно-подпалый и кунжутный окрасы, в то время как Сибахо признаёт также сибу белого окраса.
Порода признана CKC, FCI, AKC, KCGB, ANKC, NKC, NZKC, APRI, ACR.
У себя на родине, где ежегодно регистрируется порядка 30 тысяч собак, а на специализированной выставке их собирается до 700 и более, порода относится к самым популярным, из зарегистрированных представителей коренных японских пород на долю сиба-ину приходится 80 %. Один из выпусков ежемесячного японского издания по кинологии регулярно посвящается сиба-ину, её можно встретить как в центре столицы, так и в провинции. Кроме того, есть сведения о существовании неутверждённой формы карликовой сибы ростом от 19 до 30 см.
Международная кинологическая федерация признала породу в 1964 году. Впервые в Европе сиба была показана в 1969 году на выставке в Дании. В 1970-х годах разведением начали заниматься некоторые европейские питомники. В 1987 году попала в Великобританию, где в 1992 году была впервые продемонстрирована на «Крафте» и признана породой консервативными англичанами.
В США в 2018 году сиба занимала 44-е место по популярности среди пород, она также распространена в Австралии и Европе. В Россию сиба-ину завезли в самом конце двадцатого столетия.
Существует разновидность сиба-ину — дзёмон-сиба — более подтянутая и худощавая, отличающаяся строением черепа и размером зубов.

## Внешний вид

### Стандарт Nippo
К требованиям японского стандарта Nippo относят пропорционально сложенное тело с хорошо развитой мускулатурой. Кроме того, как японскими производителями, так и судьями уделяется особое внимание половому диморфизму в породе: кобели и суки должны иметь визуальные различия, при этом даже некрупный кобель должен обладать развитой мускулатурой, а крупная сука — не выглядеть грубой и мужеподобной.
Высота в холке кобелей — 39,5 см, сук — 36,5 см с отклонением в пределах 1,5 см в обе стороны, вес кобелей 10—13 кг, сук — 7—9 кг.
Голова должна быть соразмерной, гармонировать с величиной и формой носа, поставом глаз и ушей, ширина между внешними сторонами которых должна быть меньше ширины головы. Глаза глубоко посаженные, треугольной формы, с острым углом нижней линии, поднимающейся вверх и создающей раскосость. Уши небольшие, треугольной формы, стоячие, очень крепкие, направлены несколько вперёд. Хвост должен быть высоко посаженным, крепким, толстым, широким у основания, иметь форму кольца и по длине доставать до скакательных суставов. Также различают несколько его типов: сасио — прямой, нидзумаки — сильное и плотное кольцо, таикомаки — полное кольцо с недостаточной крепостью, нагинатао — короткий, серпоидный, татио — излишне длинный без кольца, тано — короткий, не достающий до крупа.
Идеальные пропорции и углы отдельных частей тела
- соотношение между высотой в холке и длиной тела у кобелей — 100:110, у сук — немногим больше;
- глубина груди составляет 45—50 % от высоты в холке;
- объём груди — 116—120 % от высоты в холке;
- ширина груди — 33—35 % от высоты в холке;
- обхват передней конечности, измеренный под запястным суставом, — 19—20 %;
- длина морды от общей длины головы — 40 %;
- максимальная ширина лицевой части — 56—58 % от общей длины головы[14].

Угол между лопаткой и плечом должен составлять 110—120°, угол между плечом и предплечьем — 140—150°, угол между предплечьем и пястью передних конечностей — 170°; угол сопряжения тазовой кости и линии спины — 140—150°, угол между тазобедренной костью и бедром — 100—110°, угол между бедром и голенью — 120—130°, угол между голенью и пястью задних конечностей — 150—155°.

### Стандарт FCI
По стандарту Международной кинологической федерации (FCI), сиба-ину — небольшая пропорционально сложенная собака с хорошо развитым костяком и мускулатурой. Конституция крепкая. Соотношение высоты в холке к длине туловища — 10:11. Высота в холке — 39,5 см для кобелей и 36,5 см для сук, допускается отклонение в пределах полутора сантиметров.
Голова сибы — с широким черепом, с хорошо выраженными скулами, с незначительной продольной бороздой и отчётливым переходом к несколько заострённой морде. Спинка носа — прямая, мочка — желательно чёрного цвета. Глаза небольшие, треугольные, тёмно-коричневого цвета, внешние уголки глаз слегка приподняты. Уши небольшие, треугольной формы, стоячие, прочные, направлены вперёд. Задняя сторона ушей зрительно продолжает изгиб шеи.
Спина собаки прямая и крепкая, поясница широкая, мускулистая, грудь глубокая, рёбра умеренно изогнуты, живот подобран. Толстый хвост высоко посажен, изогнут или свёрнут в кольцо над спиной, по длине достигает скакательного сустава.
Передние конечности при осмотре спереди прямые, локти плотно прижаты к туловищу, лопатки умеренно наклонены. Задние конечности — с длинными бёдрами, короткими хорошо развитыми голенями, крепкими плюснами. И передние, и задние лапы — плотно сжатые и сводчатые, подушечки — прочные и упругие, когти — тёмные и крепкие. Сиба движется легко и энергично.
Шерсть — дикого типа, двойная. Остевой волос грубый и прямой, подшёрсток — плотный, мягкий. На хвосте шерсть длиннее и топорщится. Стандарт допускает три основных типа окраса сиба-ину: рыжий, чёрный с подпалинами, а также зонарный (кунжутный, сезамовый), образованный волосами с неравномерным распределением пигмента. Рыжий окрас у сиба-ину распространён значительно более других, 80 % поголовья сиба — рыжие. Для зонарного окраса в зависимости от соотношения рыжих и чёрных зон на волосе различают кунжутный (равное соотношение), чёрный кунжутный и рыжий кунжутный окрасы. Независимо от основного окраса, сиба-ину должны иметь специфическую раскраску, называемую «урадзиро» (яп. 裏白, «белая изнанка»), — почти белую шерсть, занимающую участки по бокам морды, на скулах, горле, внизу шеи и груди, на животе, внутренней поверхности конечностей, нижней части хвоста. Отсутствие урадзиро, как и слишком обширная зона урадзиро, делающая морду собаки белой, является недостатком. В породе ценится нарядный, максимально насыщенный яркий окрас, но встречаются также осветлённые рыжие окрасы — песочный и почти белый.

## Темперамент и поведение
Сиба-ину очень дисциплинированы и по достижении трёхнедельного возраста — чистоплотны. Сиба отличается умом и сообразительностью, безгранично любит своего хозяина, однако регулярно даёт понять, что может прожить и без него. В доме сибы неплохо уживаются со всеми, включая кошек, исключением являются только птицы и грызуны, которые воспринимаются ими как добыча. С другими собаками контактируют нормально, хоть и не в восторге от тесного контакта, при этом кобели сибы не слишком ладят с кобелями, особенно внутри породы. Такой индивидуализм доставляет немало проблем при разведении.
Сиба нуждается в ранней социализации, если с щенячьего возраста не приучить собаку к людям, то она уже никогда к ним не привыкнет. Человека эта собака не боится, но не позволяет себя гладить, к поводку и ошейнику относится с явным неодобрением. Сиба-ину во многом, как ни удивительно, напоминает кошку. Она самостоятельна, упряма и независима, в связи с чем имеет склонность надолго убегать из дома, чистоплотна, благодаря смышлёности может занимать себя часами. От природы сиба очень бдительна, вынослива, хорошо справляется с обязанностями сторожа. Эти собаки чрезвычайно любопытны. Сиба реагирует на каждое событие без исключения и непременно постарается принять в нём участие. В детских играх сиба-ину — прекрасный компаньон, на охоте — отличный помощник, а в туристических прогулках — неутомимый спутник. Привлекательная внешность сиба делает её одной из наиболее популярных японских пород собак, которые уже в течение многих лет вывозятся на Запад.
Играм с другими собаками порой предпочитает наблюдение за этим процессом со стороны. Нередко, сохраняя определённую дистанцию с сородичами, стремится к одиночеству, при этом сибы весьма чувствительны к доброте и ласке владельца. Даже оставаясь послушными, ведут себя независимо, создавая у хозяина ощущение, что он не владеет своей собакой, а лишь имеет право быть с ней благодаря её благосклонности. В сравнении с другими породами поведение сибы подчас может казаться необычным и непонятным.
Созерцание внешнего мира — характерная особенность сиба-ину, которая, погружаясь в размышления, способна часами наблюдать, например, вид из окна, речной пейзаж или закат.
Сиба очень сообразительна, поэтому быстро понимает, чего от неё хочет хозяин, впрочем, если эти требования расходятся с её личными взглядами, она приложит максимум усилий, чтобы поступить по-своему. Если собака всё-таки напакостила или вытворяет что-то недозволенное, и за этим занятием её поймает хозяин, то сиба-ину сделает всё, чтобы избежать наказания — будет кататься на спине, повизгивать, хрюкать и даже квакать, при этом активно используя мимические мышцы и строя самые разнообразные смешные рожицы. К сожалению, наказание сиба забывает быстро, и если была уверена, что поступила правильно, то повтора событий долго ждать не придётся.
По мнению японцев, воспитание сибы сродни изготовлению оригами и для достижения нужного результата от её владельца потребуется быть терпеливым, усидчивым, точным, умелым, осторожным и деликатным, дабы не повредить хрупкое изделие. Сиба не выносит грубости и принуждения, для достижения взаимопонимания и хорошего контакта нужно стать для собаки партнёром. Из-за хорошо развитого охотничьего инстинкта во избежание неприятных ситуаций владельцу следует быть особенно внимательным в городе и местах, где могут встретиться незнакомые животные.
Во время землетрясения в японском Тюэцу (яп. 中越地方) префектуры Ниигата в 2004 году одна сиба-ину привела спасателей к разрушенному дому, в котором оставались её хозяева. Эти события легли в основу сюжета фильма «История Мари и трёх щенков» (2007).
Первый пункт стандарта Nippo рассматривает сущность сиба-ину и её выражение. Для этого японцы часто используют три понятия:
- Энергичное спокойствие (яп. 悍威 канъи) определяется как смелая дерзость в сочетании с бдительностью и острым чувством понимания происходящего, и воплощает в себе уверенность собаки, знающей себе цену. Обладающая канъи сиба всегда осознает что происходит вокруг неё и в состоянии отличить друга от врага, она уверенна, высоко держит голову, при необходимости готовая защищать себя и своих близких. Она не будет уклоняться от угрозы, как не будет проявлять необоснованную агрессию[21][22].
- Хороший характер (яп. 良性 рё:сэй) в буквальном смысле означает добродушие. Подразумевает послушание, верность и преданность своему хозяину, которого сиба уважает и выполняет все команды. При этом полное подчинение его воле не означает малодушный нрав[21][22].
- Безыскусность (яп. 素朴 собоку) олицетворяет простодушие — искренность и бесхитростность, естественные по своей природе, а не в попытке таковыми казаться; красоту, сочетающую простоту и изящество, скромность и достоинство[21][23].

## Использование
Сиба-ину обладают уникальными охотничьими навыками, которые особенно подходят для охоты на диких птиц и заключаются в умении собаки «поднять» фазана и горную птицу, или лаем собрать утку на ограниченном пространстве. В горных районах охота на птиц когда-то была единственной специализацией сибы. В настоящее время, однако, достаточно сложно найти сиба-ину с такими способностями из-за того, что, как и акита-ину, она в большей степени разводится для выставок. В результате чего только кисю, сикоку и иногда каи и хоккайдо используются в качестве охотничьих собак среди японских пород.
В японском фильме «Старый охотник на медведей» (1982) рассказывается о старом охотнике, его внуке и их собаках сиба-ину.
Благодаря отличным физическим возможностям сиба может выступать в таких спортивных дисциплинах, как аджилити, курсинг, трекинг, флайбол, дог-фрисби, кинологический фристайл, картинг, док-дайвинг.

## Здоровье
Будучи очень крепкой собакой, сиба отличается хорошим здоровьем без серьёзных генетических аномалий. Из наследственных заболеваний в породе выявлены болезнь фон Виллебранда, гипотиреоз, увеит, нарушения пигментации (витилиго и преждевременное поседение), дисплазия тазобедренного сустава, вывих коленной чашечки, рассекающий остеохондрит, укороченный позвоночник. Кошачья ловкость и устойчивость обеспечивают собаке хорошую сопротивляемость травмам. Для поддержания шерсти в идеальном состоянии требуется сбалансированный корм с достаточным количеством необходимых жиров. Возможны аллергические реакции на корм или средства по уходу.
В помёте собаки обычно три щенка, суки сиба-ину — внимательные и заботливые мамы. Представители этой породы поздно стареют и нередко доживают до 14 лет, средняя продолжительность жизни составляет 12—15 лет.

## Содержание и уход
Сибы чистоплотны, избегают грязных мест, обходят лужи, а после прогулки вылизывают лапы. Собака хорошо защищена от дождя и снега вследствие особенностей шёрстного покрова, что позволяет подолгу гулять с ней даже в ненастную погоду. Уход за такой шерстью достаточно прост и сводится к периодическому расчёсыванию щёткой с грубой щетиной (в период линьки — до двух раз в день) и ежемесячному мытью.
Сиба-ину требуется чистка ушей и зубов, а также укорачивание шерсти между подушечками лап и обрезка когтей.
Лучшим местом для содержания может служить достаточно просторный для игр участок или загородный дом, при этом не привередливая в еде и не требующая особого её разнообразия сиба прекрасно себя чувствует как в вольере, так и в квартире. Собаки этой породы нуждаются в значительных физических нагрузках и прекрасно подойдут владельцам, предпочитающим активный образ жизни.

## В популярной культуре
Значительную популярность в Интернете получил обобщенный образ сиба-ину. Возник  интернет-мем Doge, включающий образ сиба-ину и ломаный английский. По словам Джейми Коэна, доцента кафедры медиа-исследований в Куинс-колледже Городского университета Нью-Йорка, порода сиба-ину занимает значительное место в онлайн-культуре как минимум с 2010 года.